# Công viên lịch sử Phanom Rung
14°31′57″B 102°56′30″Đ / 14,5325°B 102,94167°Đ
Công viên lịch sử Phanom Rung (tiếng Thái: ปราสาทพนมรุ้ง; phát âm tiếng Thái: [Prasạt Phanôm Rung]) là một quần thể các ngôi đền nằm trong khu quần thể công viên lịch sử Phimai đang được bảo vệ nghiêm ngặt bởi tình trạng xuống cấp của nó.Đền Pnom Rung là ngôi đền hoàng gia theo truyền thuyết là ngôi đền xây dựng ở giữa trên con đường nối Phimai và Angkor.
Cục Mỹ thuật Thái Lan đã mất 17 năm để trùng tu quần thể này tình trạng ban đầu từ năm 1971 đến 1988. Ngày 21 tháng 5 năm 1988, công viên đã được chính thức mở cửa bởi hoàng tử Maha Chakri Sirindhorn.
Năm 2005, tổ hợp này đã được đệ trình UNESCO công nhận di sản thế giới trong tương lai.

## Lịch sử
Ngôi đền được xây dựng vào triều đại vua Suryavarman II (1112-1152) bởi Narendraditya, một vị quan hoàng tộc. Như vậy, xét về khía cạnh lịch sử, ngôi đền này được xây dựng sau hai công trình quy mô trước đó là Angkor Wat và Phimai.

## Miêu tả

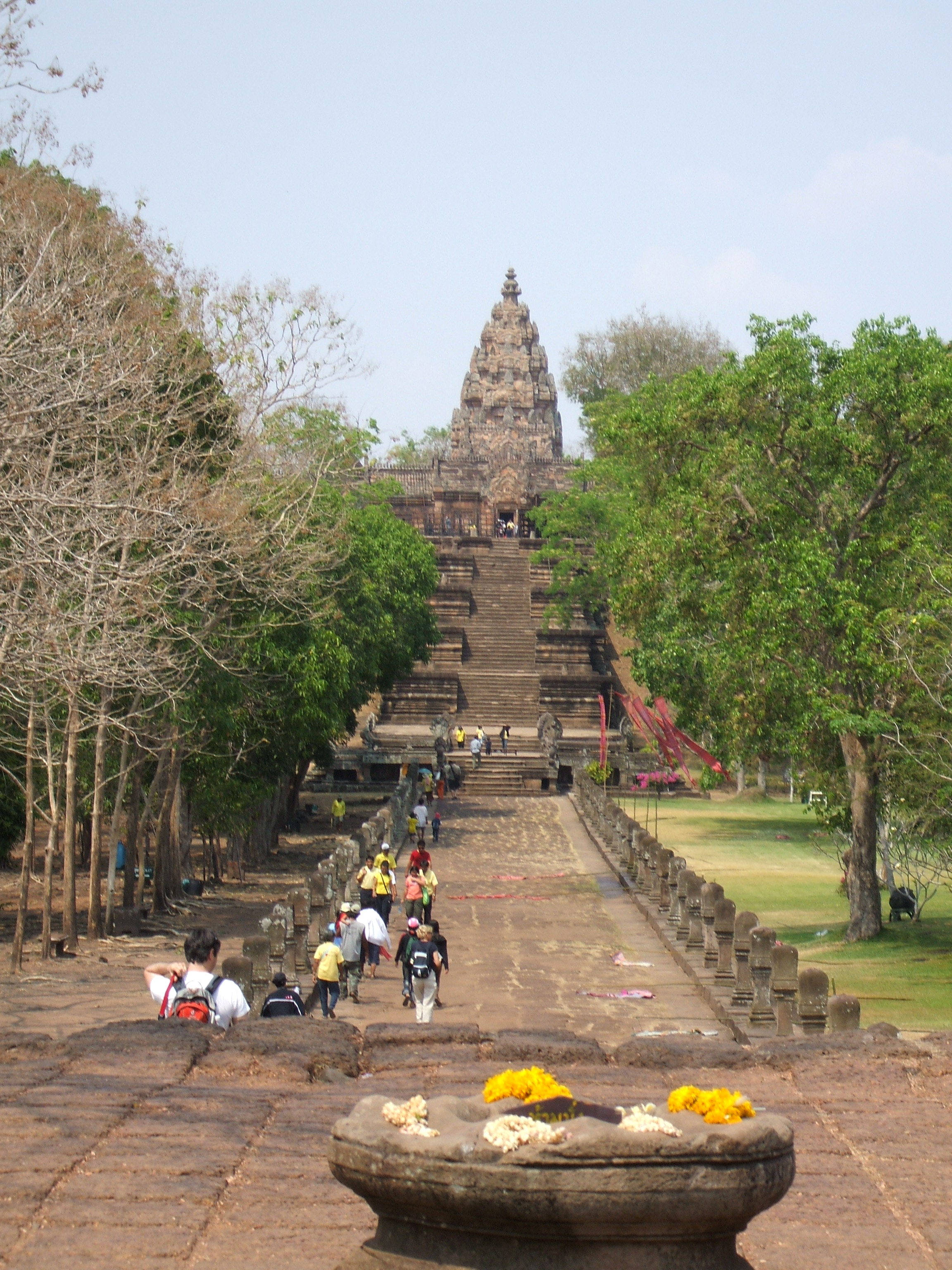
Đường lên tháp thờ trung tâm Pnom Rung

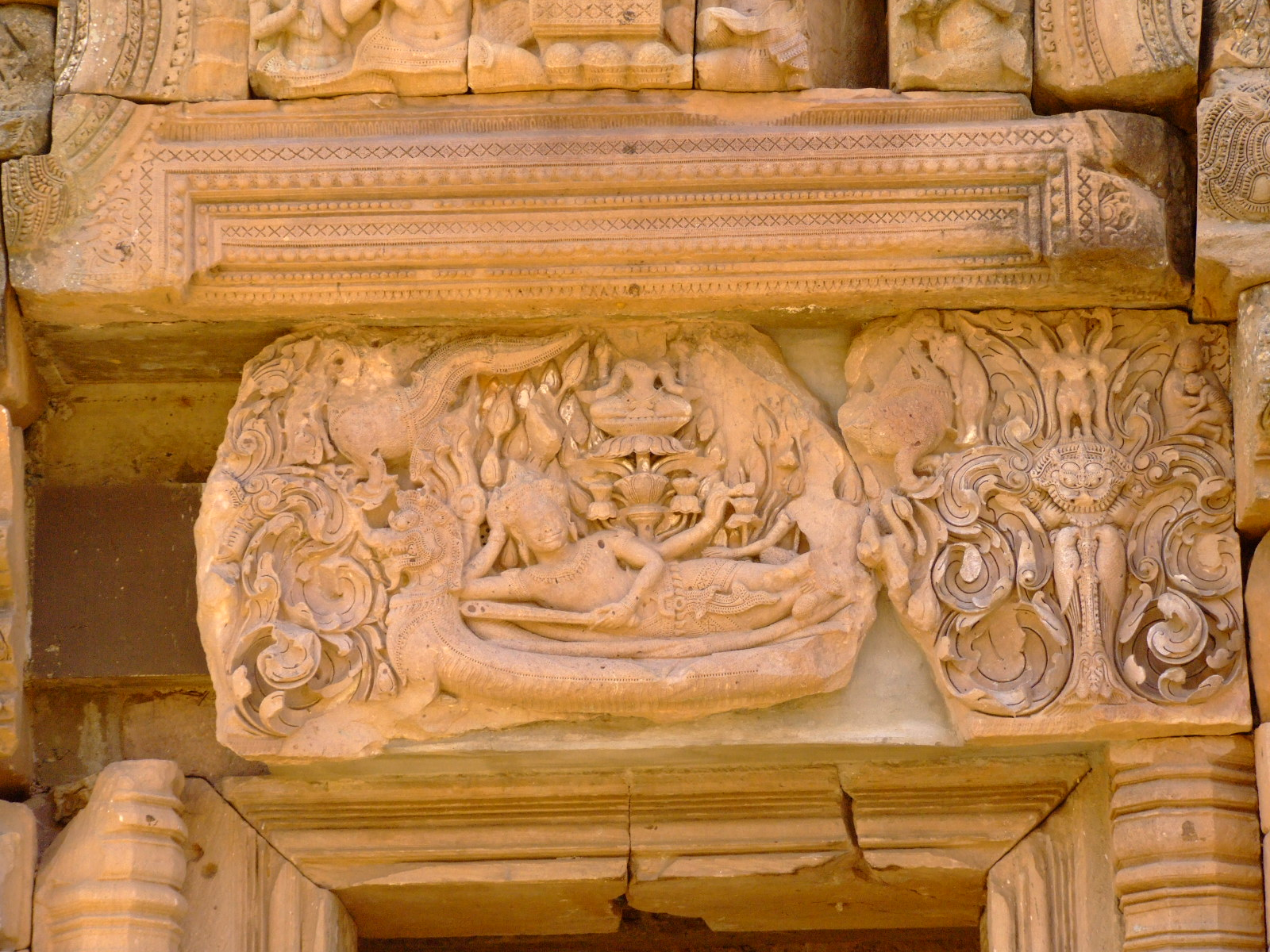
Điêu khắc tuyệt đẹp trên đá của Pnom Rung

Ngôi đền được làm từ chất liệu sa thạch đỏ cho màu sắc tươi đẹp sau bao nhiêu năm tháng. Tổng thể đền xây dựng trên đồi cao với bậc tam cấp đi lên cao 160 m với trung tâm là một cột trụ hình búp sen vươn lên cao - một kiểu kiến trúc kiểu mẫu của Pnom Rung. Kết thúc đền nằm ở hướng Tây, tiếp giáp với cầu Naga của Phimai.
Phnom Rung là ngôi đền dược xây dựng sau Phimai và Angkor Wat. Kiến trúc của Pnom Rung là kiểu kiến trúc đặc trưng pha trộn giữa kiến trúc của cầu Nagar và kiến trúc Khmer hình tháp - hình búp sen của Phimai. Tuy nhiên, sự phát triển kiểu kiến trúc của đền "sinh sau đẻ muộn" sau "hai người anh" quy mô, bề thế trước đó là Angkor Wat và Phimai thì đền Pnom Rung là ngôi đền duy nhất trong ba ngôi đền có các cột tháp hình búp sen vươn cao chỉ có 3 cạnh. Và trước mỗi tháp này có một tiền sảnh rất là lớn mà người ta gọi là antarala.
Ngôi đền mở cửa hằng ngày từ 9:00 giờ đến 18:00 giờ. Giá vé là 40 baht.

## Hình ảnh

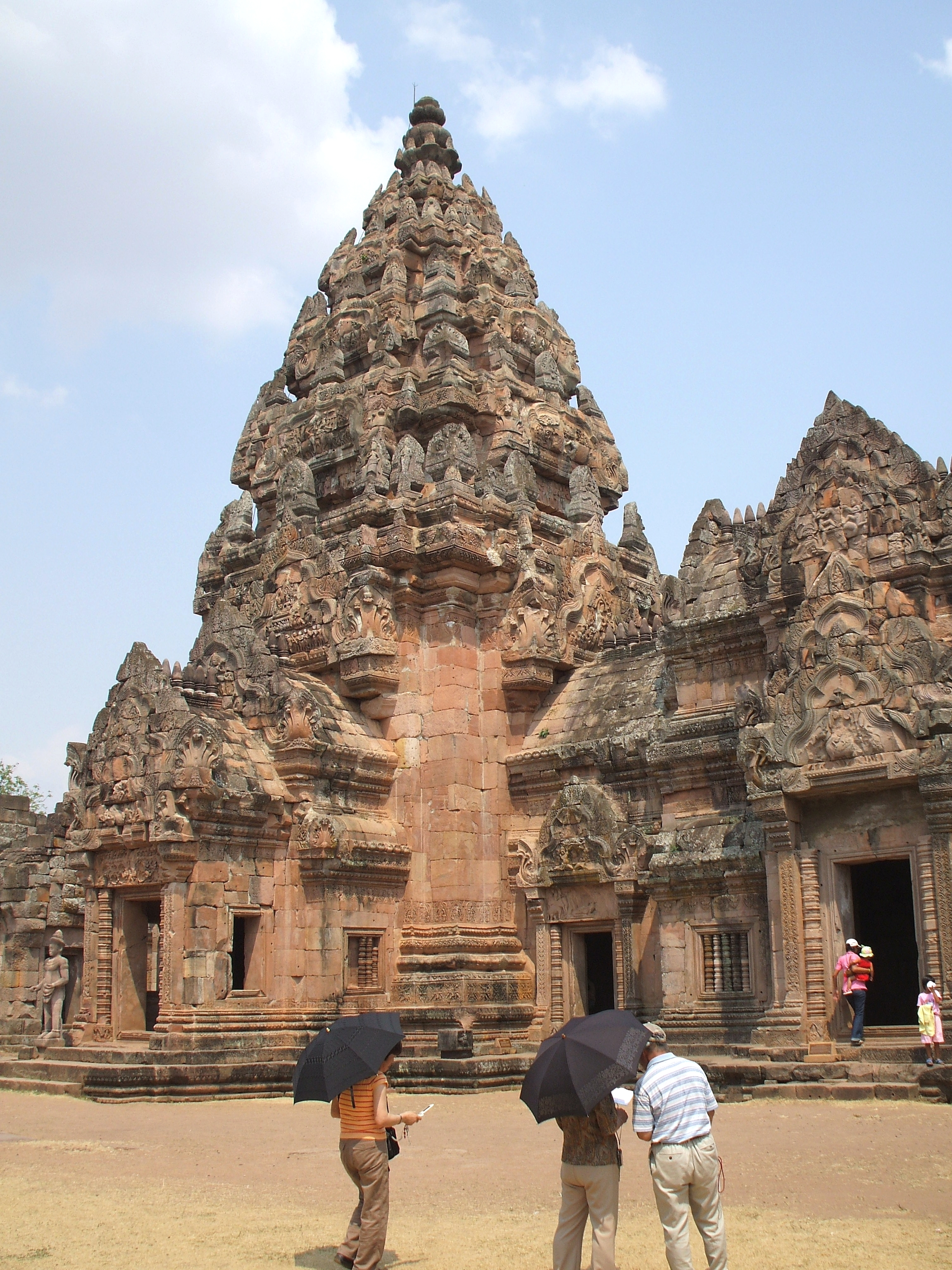
Đền tháp hình đóa hoa sen của tháp trung tâm có 3 cạnh
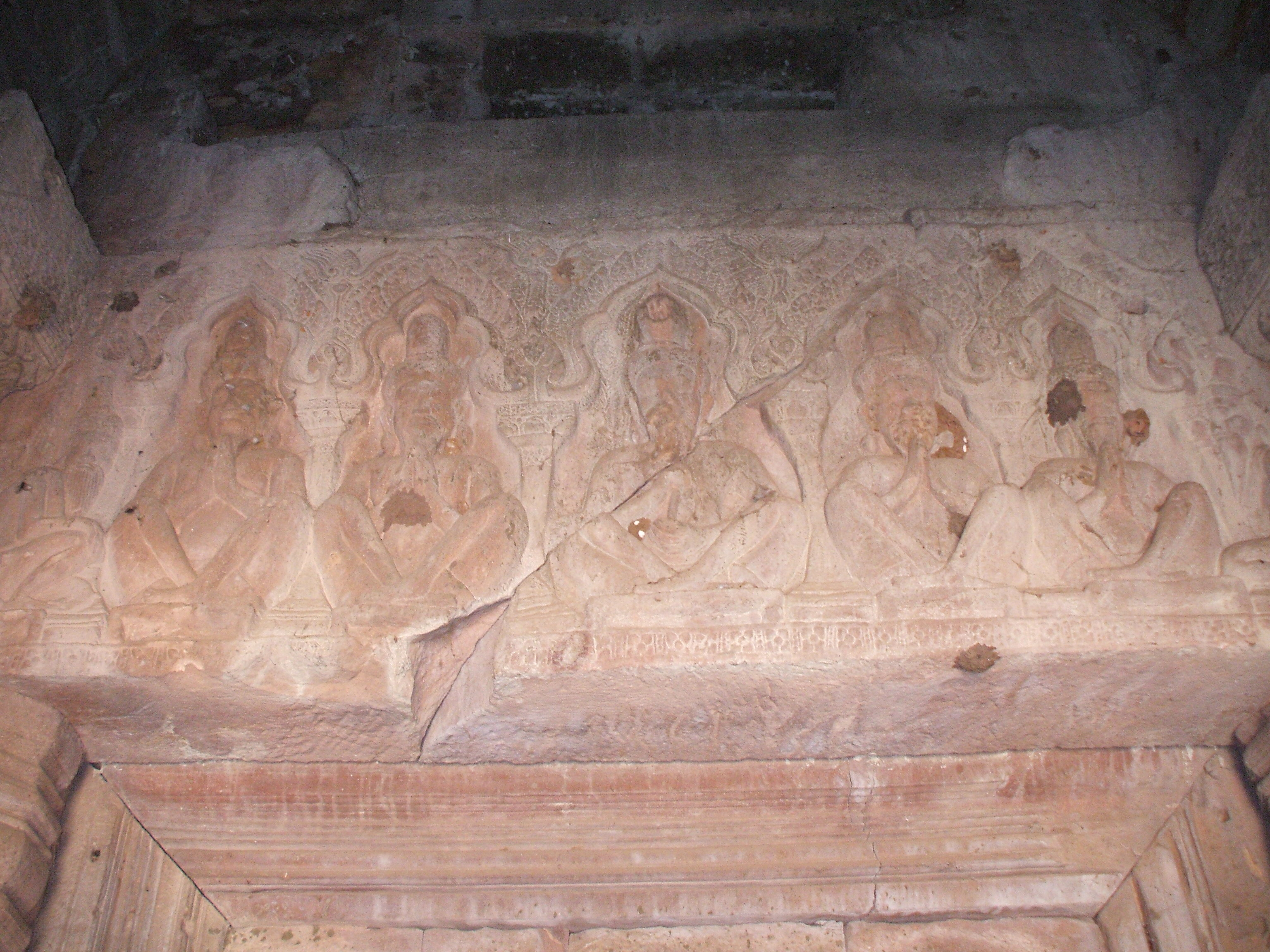
Điêu khắc trên đá bên trong đền
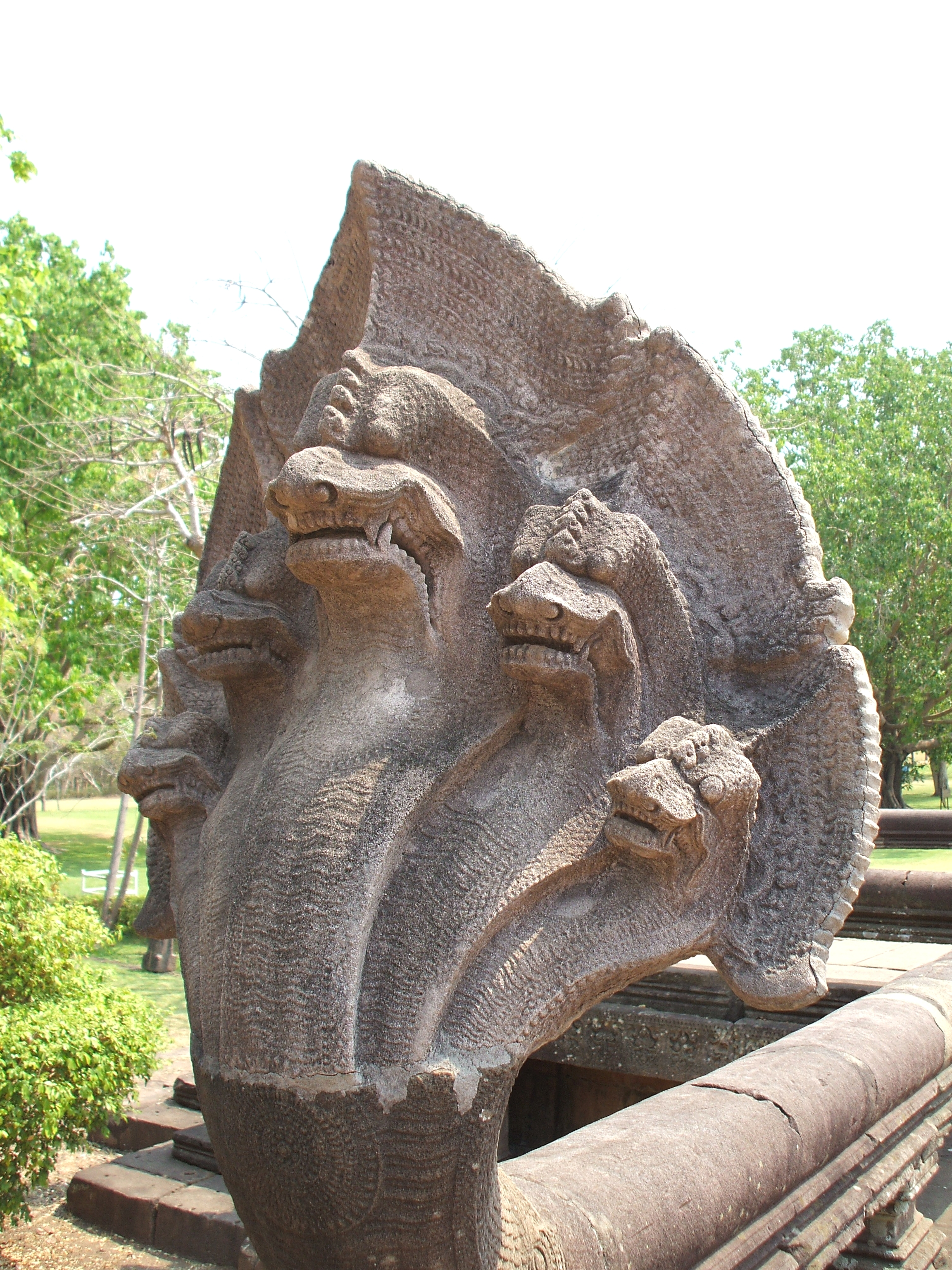
Tượng rắn thần Naga
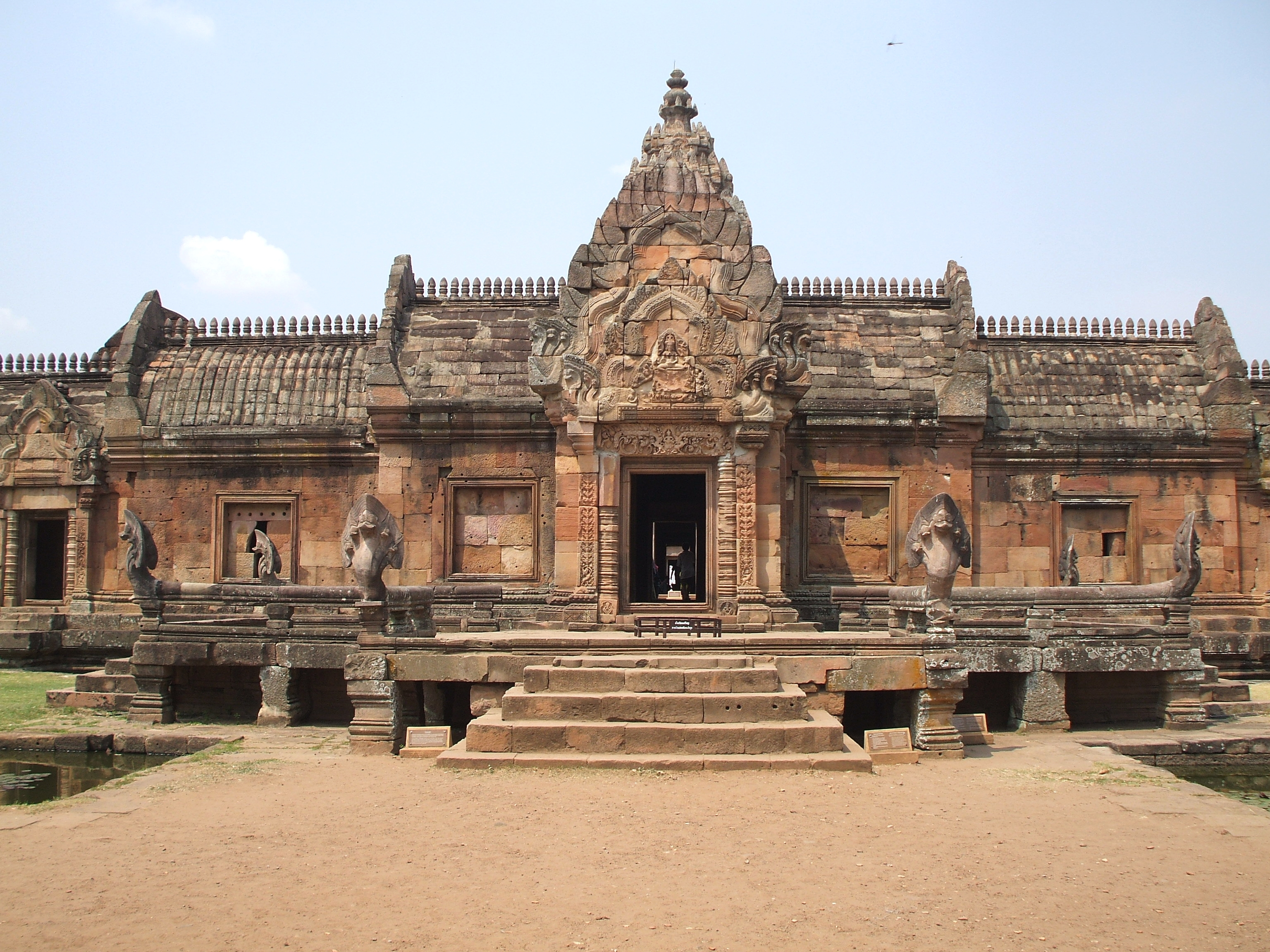
Cụm tháp phía Bắc vẫn còn nguyên vẹn
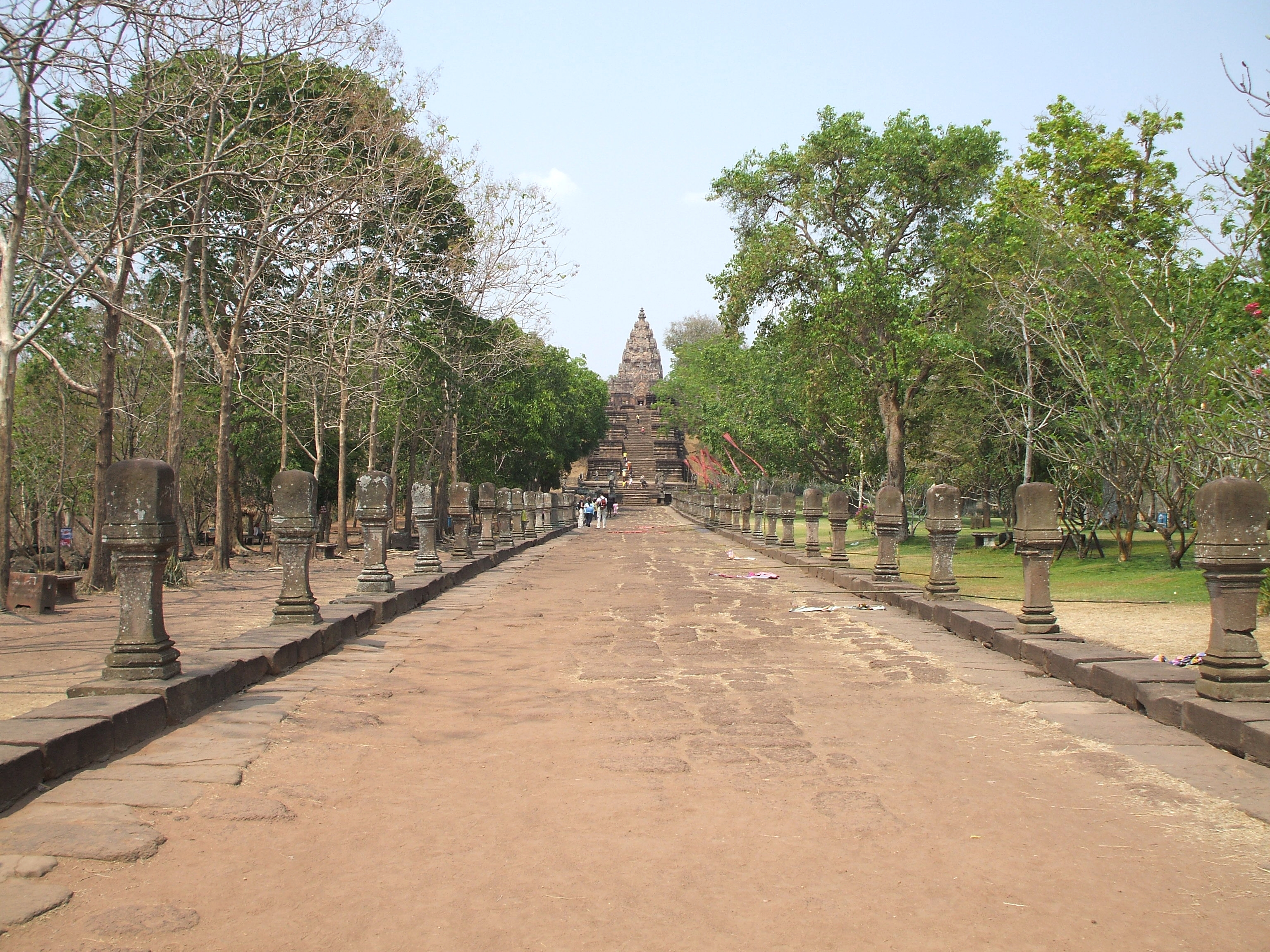
Người ta cho rằng những con đường như thế này nối Phimai và đền Angkor dài cả trăm km
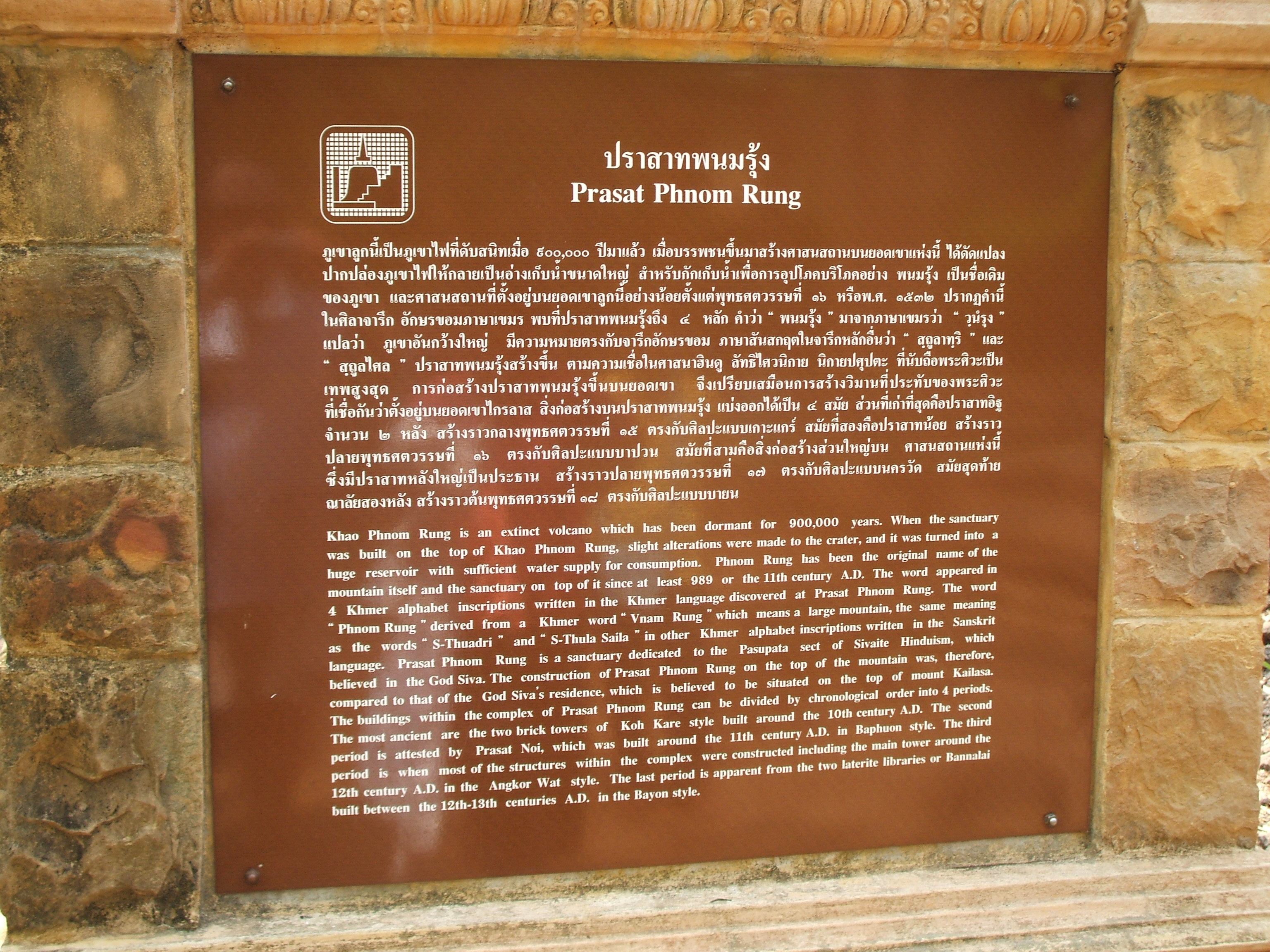
Bảng chỉ dẫn trước đền Pnom Rung
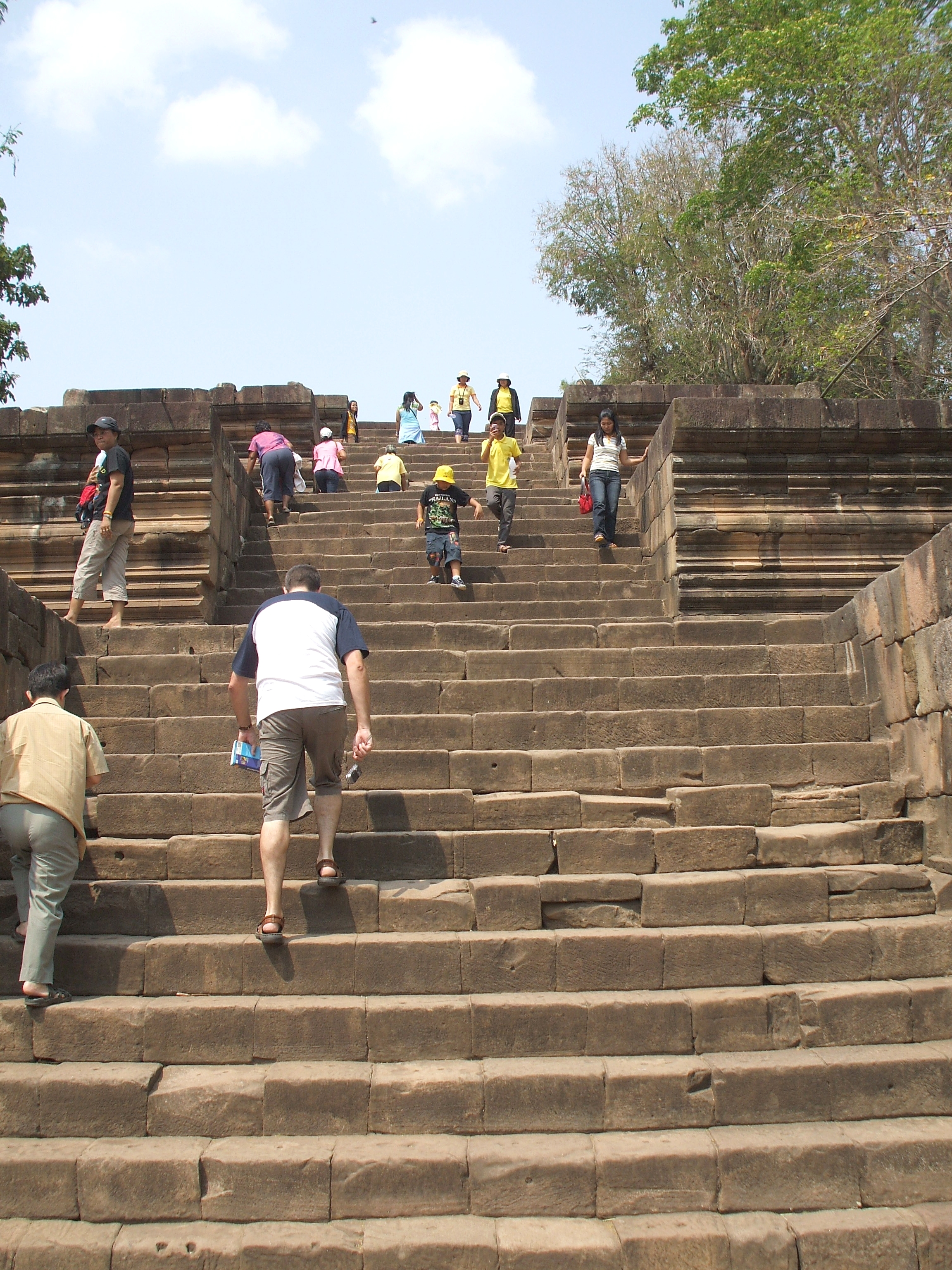
Đường lên những ngọn đồi đi đến điện thờ cao thế này
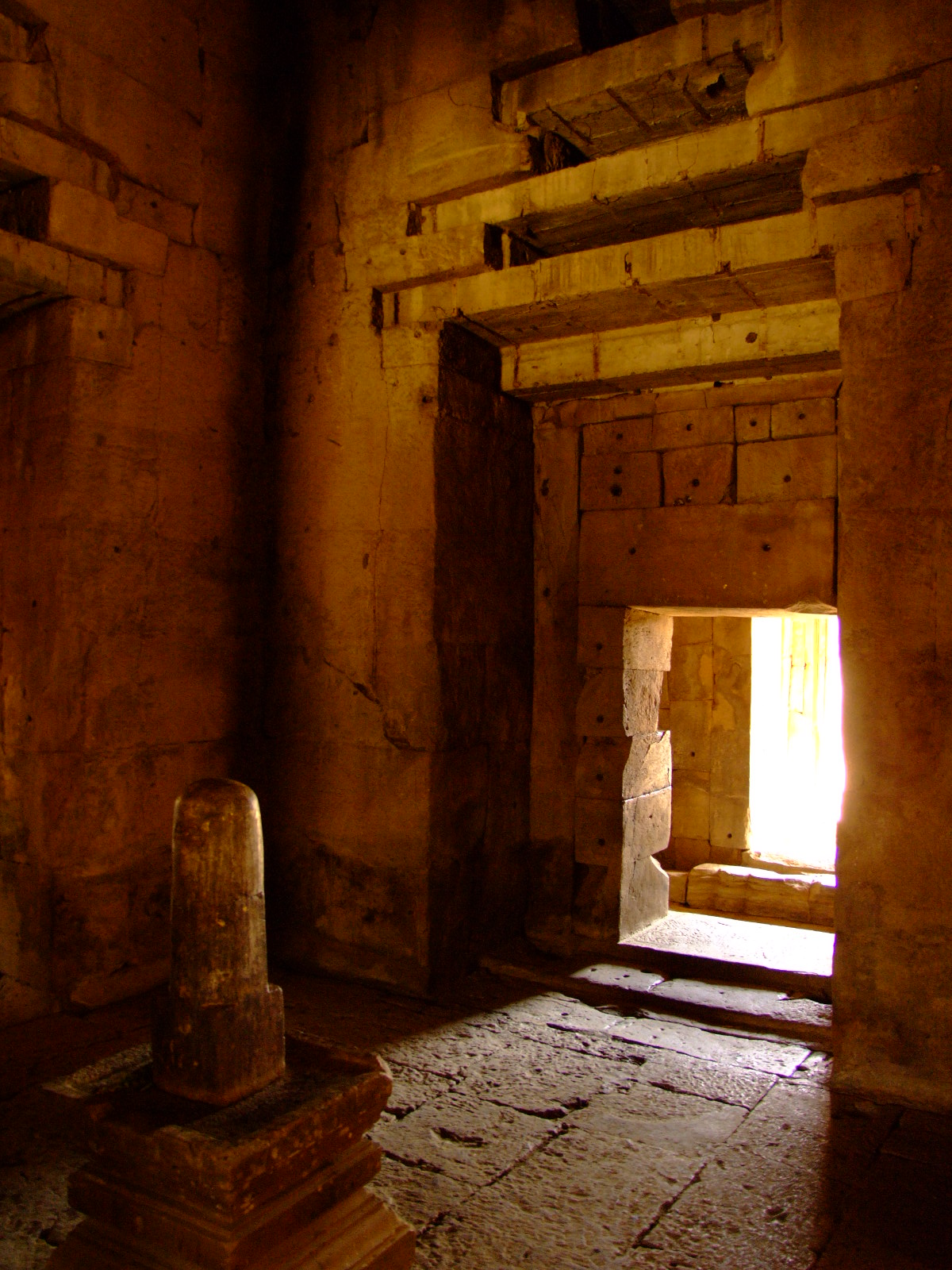
Linga bên trong đền thờ trung tâm